# Dolcetto
Le dolcetto N est un cépage noir italien de raisin de cuve.

## Origine et répartition géographique
Il provient du nord de l'Italie.
Il est classé cépage d'appoint en DOC Dolcetto d'Acqui, Dolcetto d'Alba, Dolcetto d'Asti, Dolcetto di Diano d'Alba, Dolcetto di Dogliani, Dolcetto d'Ovada, Dolcetto delle Langhe Monregalesi, Langhe Dolcetto, Pinerolese Dolcetto et Vallée d'Aoste.
Il est classé recommandé dans la région Piémont et autorisé en province de Nuoro et province de Sassari en Sardaigne ainsi que dans les provinces de Savone (Ligurie) et Pescara (Abruzzes). En 1998, il couvrait 10.416 ha. On en trouve aussi des petits plantations en Argentine.

## Caractères ampélographiques
- Extrémité du jeune rameau duveteux blanc.
- Jeunes feuilles aranéeuses, à plages bronzées.
- Feuilles adultes, à 5 lobes avec des sinus latéraux à fonds aigus, un sinus pétiolaire en lyre, des dents ogivales et étroites, un limbe aranéeux et finement pubescent.

## Aptitudes culturales
La maturité est de deuxième époque : 15 jours après le chasselas.

## Potentiel technologique
Les grappes et les baies sont de taille moyenne à grande. La grappe est cylindrique. Le cépage est de moyenne vigueur et d'une bonne fertilité. Il est sensible aux gelées de printemps, au mildiou et à l'anthracnose.
Il donne des vins de rouge rubis intense avec un parfum agréable. Les meilleurs vins ayant du corps  sont alcooliques et légèrement amère

## Synonymes
Le dolcetto est aussi connu sous les noms de acqui, barbirono, beina, bignona, bignonina, charbonneau, charbono, chasselas noir, corbeau, dolcetto a raspo rosso, dolchetto, dolsin, dolsin raro, dosset, douce noire, mauvais noir, nebbiolone, nera dolce, orincasca, ormeasca, ormeasco, plant de Savoie, plant de Turin, premasto, primaticcio, primativo, primitivo nero, promotico, ravanellino, refork, refork debeli, eefork male, refosk debeli, rotstieliger dolcedo, savoyard, Turin, Turino, uva d´Acquia, uva del Monferrato, uva di Ovada, uva di Roccagrimalda.